# ۵۶۴ (خورشیدی)
۵۶۴ پانصد و شصت و چهارمین سال هجری خورشیدی است.